# Saint-Amant-de-Nouère
Pour les articles homonymes, voir Saint-Amant et Nouère (homonymie).
Saint-Amant-de-Nouère est une commune du Sud-Ouest de la France, située dans le département de la Charente, en région Nouvelle-Aquitaine.

## Géographie

### Localisation et accès
Saint-Amant-de-Nouère est une commune située à 6 km au sud-est de Rouillac et 16 km au nord-ouest d'Angoulême.
Le bourg de Saint-Amant est aussi à 9 km au nord d'Hiersac, le chef-lieu de son canton, 9 km à l'ouest de Vars, 16 km au nord-est de Jarnac et 27 km de Cognac.
La commune est traversée par le méridien de Greenwich, qui passe 200 m à l'ouest de l'église.
À l'écart des grandes routes, la commune est traversée par de petites routes départementales qui relient le bourg aux communes voisines. La D 939, route d'Angoulême à Rouillac et Saint-Jean-d'Angély, passe au nord-est de la commune à 1,5 km du bourg, à Saint-Genis-d'Hiersac. La D 120 et la D 53 descendent la vallée de la Nouère vers le sud-est en direction de Hiersac et la Vigerie, sur la N 141 d'Angoulême à Saintes. La D 386 vers Échallat permet d'aller vers Jarnac et Cognac.

### Hameaux et lieux-dits
La commune compte quelques hameaux : Nigronde et Fontenelle au sud, les Brousses et la Chizé à l'ouest, et la Chevalerie et le Bois Raymond au nord.

### Communes limitrophes
|          | Saint-Cybardeaux      |                       |
| Échallat | Saint-Amant-de-Nouère | Saint-Genis-d'Hiersac |
|          | Douzat                | Asnières-sur-Nouère   |

### Géologie et relief
La commune occupe un plateau calcaire datant du Jurassique supérieur (Portlandien et Kimméridgien).
Deux vallées parallèles de direction nord-sud entaillent ce plateau et sont occupées par des alluvions du Quaternaire. On trouve aussi très localement, sur les flancs, quelques petites zones de grèzes,,,.
De courtes vallées sèches ou combes convergent vers ces vallées.
Le point culminant de la commune est à une altitude de 132 m, situé à l'extrémité occidentale. Le point le plus bas est à 62 m, situé le long de la Nouère sur la limite sud, aux Grillauds. Le bourg, situé sur une hauteur dominant la vallée, est à 92 m d'altitude.

### Hydrographie

#### Réseau hydrographique

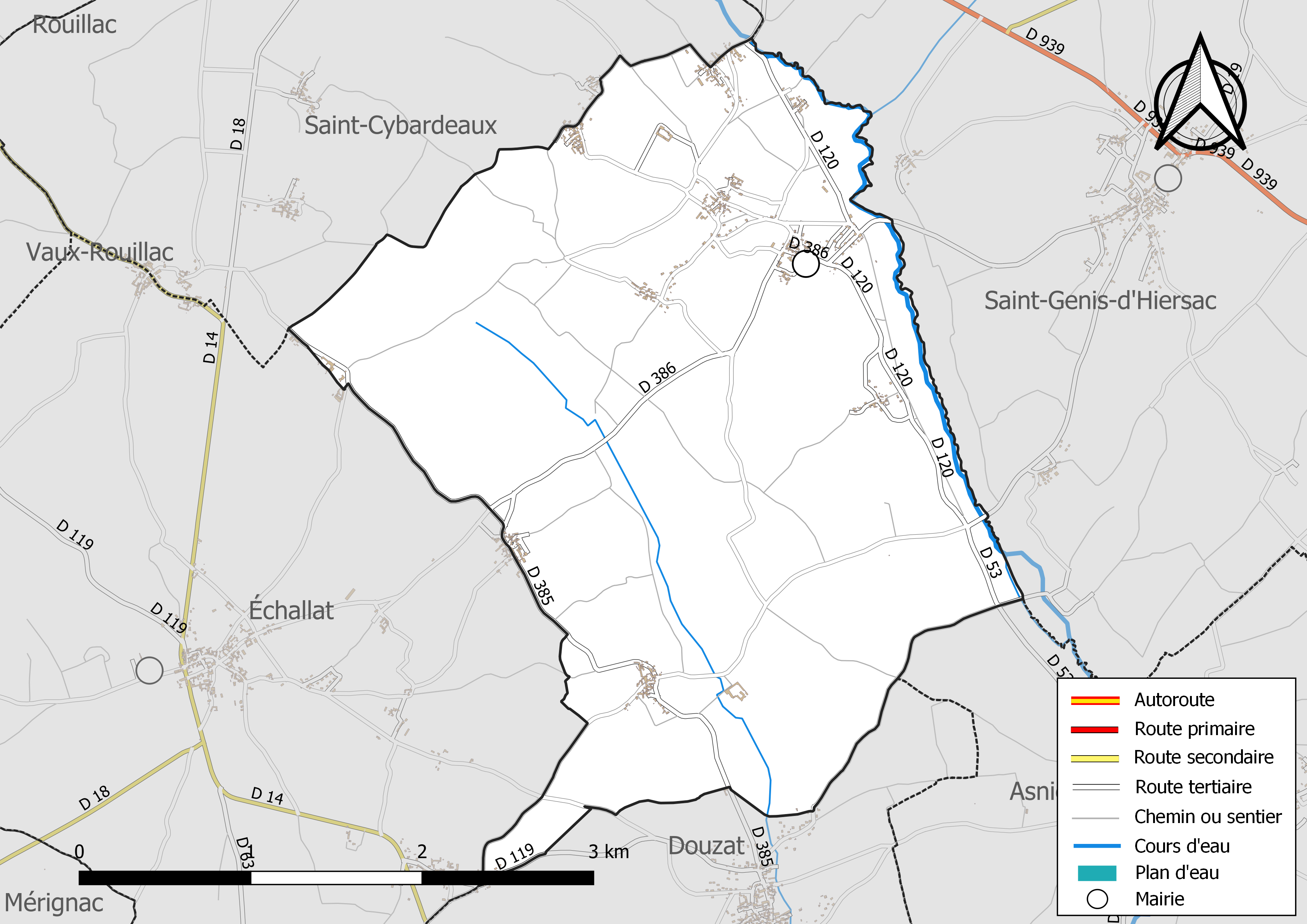
Réseaux hydrographique et routier de Saint-Amant-de-Nouère.

La commune est située dans le bassin versant de la Charente au sein du Bassin Adour-Garonne. Elle est drainée par la Nouère et par un petit cours d'eau, qui constituent un réseau hydrographique de 7 km de longueur totale,.
Saint-Amant-de-Nouère est arrosée par la Nouère, un affluent de la Charente.
Au pied du bourg passe un petit affluent de la Nouère, de 300 m de long descendant du hameau de la Chize.
À l'ouest de la commune passe un ruisseau intermittent parallèle à la Nouère, qui s'y jette bien au sud de la commune à la Vigerie (commune de Saint-Saturnin). Ce ruisseau arrose la douve du château de Fontguyon et est alimenté en partie par la Font de Fontenelle.

#### Gestion des eaux
Le territoire communal est couvert par le schéma d'aménagement et de gestion des eaux (SAGE) « Charente ». Ce document de planification, dont le territoire correspond au bassin de la Charente, d'une superficie de 9 300 km2, a été approuvé le 19 novembre 2019. La structure porteuse de l'élaboration et de la mise en œuvre est l'établissement public territorial de bassin Charente. Il définit sur son territoire les objectifs généraux d’utilisation, de mise en valeur et de protection quantitative et qualitative des ressources en eau superficielle et souterraine, en respect des objectifs de qualité définis dans le troisième SDAGE  du Bassin Adour-Garonne qui couvre la période 2022-2027, approuvé le 10 mars 2022.

### Climat
Comme dans les trois quarts sud et ouest du département, le climat est océanique aquitain.

## Urbanisme

### Typologie
Au 1er janvier 2024, Saint-Amant-de-Nouère est catégorisée commune rurale à habitat dispersé, selon la nouvelle grille communale de densité à 7 niveaux définie par l'Insee en 2022.
Elle est située hors unité urbaine. Par ailleurs la commune fait partie de l'aire d'attraction d'Angoulême, dont elle est une commune de la couronne,. Cette aire, qui regroupe 94 communes, est catégorisée dans les aires de 50 000 à moins de 200 000 habitants,.

### Occupation des sols
L'occupation des sols de la commune, telle qu'elle ressort de la base de données européenne d’occupation biophysique des sols Corine Land Cover (CLC), est marquée par l'importance des territoires agricoles (87,4 % en 2018), une proportion identique à celle de 1990 (87,4 %). La répartition détaillée en 2018 est la suivante : 
terres arables (31,2 %), cultures permanentes (30,7 %), zones agricoles hétérogènes (22,5 %), forêts (12,6 %), prairies (2,9 %). L'évolution de l’occupation des sols de la commune et de ses infrastructures peut être observée sur les différentes représentations cartographiques du territoire : la carte de Cassini (XVIIIe siècle), la carte d'état-major (1820-1866) et les cartes ou photos aériennes de l'IGN pour la période actuelle (1950 à aujourd'hui).

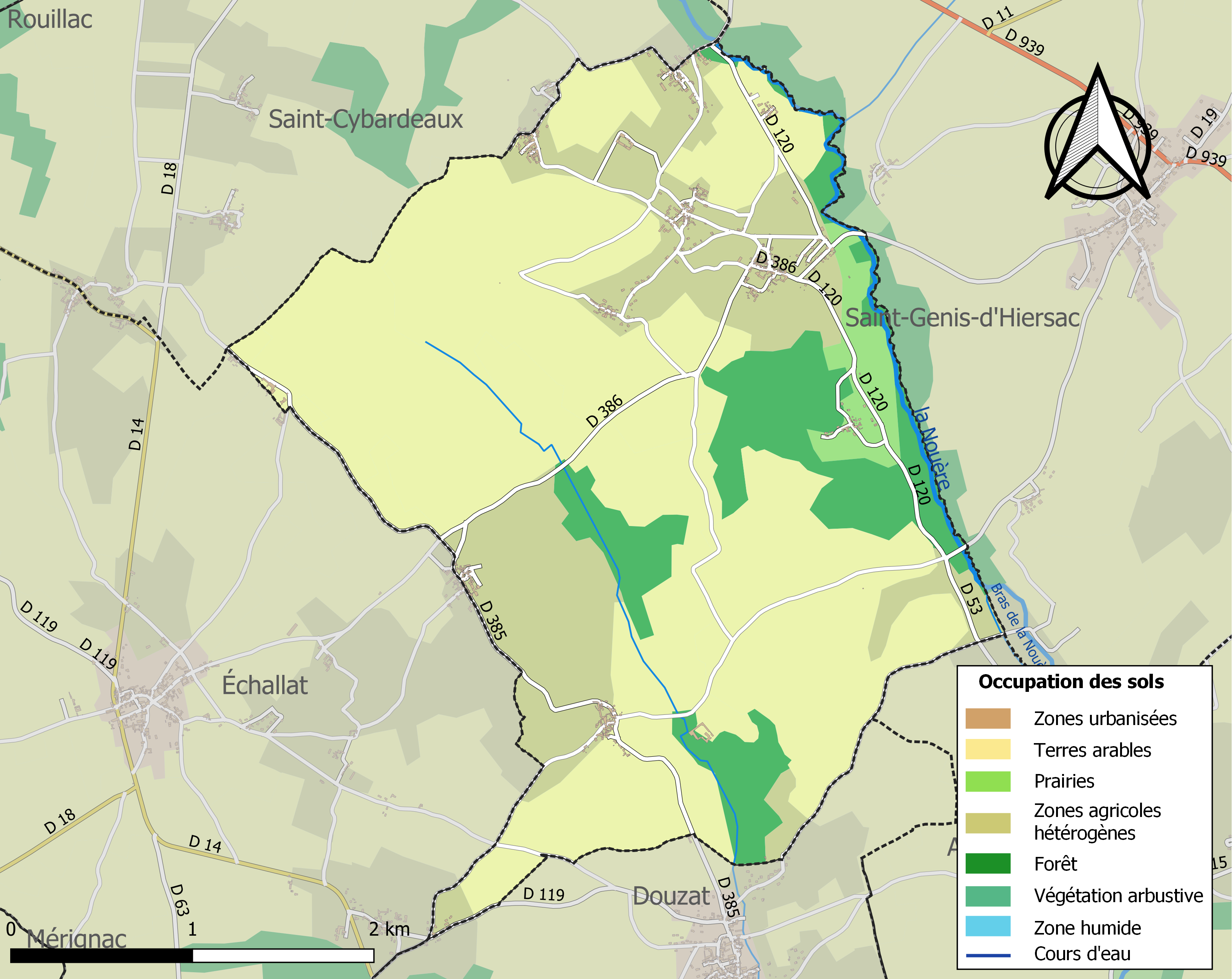
Carte des infrastructures et de l'occupation des sols de la commune en 2018 (CLC).

### Risques majeurs
Le territoire de la commune de Saint-Amant-de-Nouère est vulnérable à différents aléas naturels : météorologiques (tempête, orage, neige, grand froid, canicule ou sécheresse) et séisme (sismicité modérée). Un site publié par le BRGM permet d'évaluer simplement et rapidement les risques d'un bien localisé soit par son adresse soit par le numéro de sa parcelle.

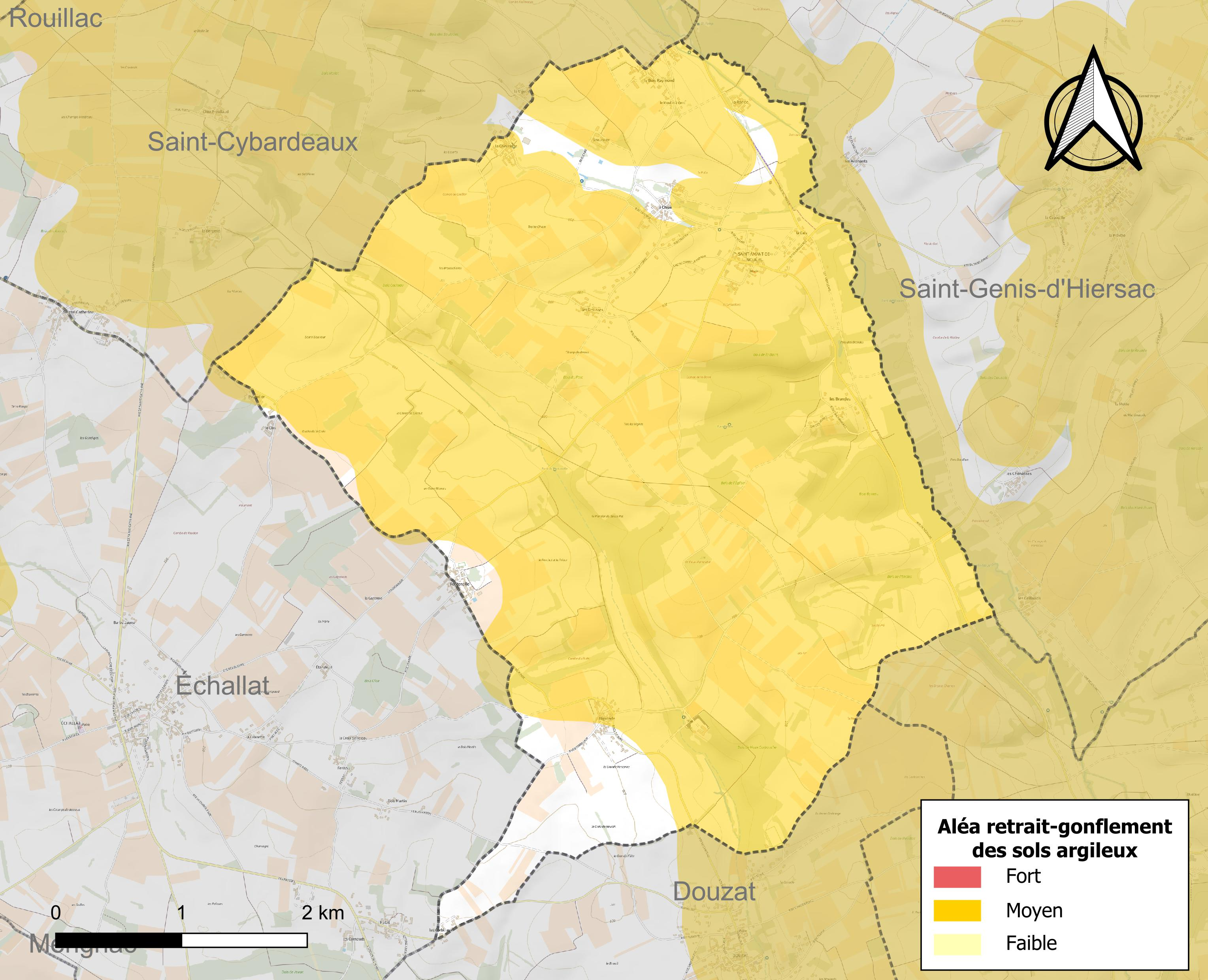
Carte des zones d'aléa retrait-gonflement des sols argileux de Saint-Amant-de-Nouère.

Le retrait-gonflement des sols argileux est susceptible d'engendrer des dommages importants aux bâtiments en cas d’alternance de périodes de sécheresse et de pluie. 90,7 % de la superficie communale est en aléa moyen ou fort (67,4 % au niveau départemental et 48,5 % au niveau national). Sur les 198 bâtiments dénombrés sur la commune en 2019, 145 sont en aléa moyen ou fort, soit 73 %, à comparer aux 81 % au niveau départemental et 54 % au niveau national. Une cartographie de l'exposition du territoire national au retrait gonflement des sols argileux est disponible sur le site du BRGM,.
Par ailleurs, afin de mieux appréhender le risque d’affaissement de terrain, l'inventaire national des cavités souterraines permet de localiser celles situées sur la commune.
La commune a été reconnue en état de catastrophe naturelle au titre des dommages causés par les inondations et coulées de boue survenues en 1982 et 1999. Concernant les mouvements de terrains, la commune a été reconnue en état de catastrophe naturelle au titre des dommages causés par des mouvements de terrain en 1999.

## Toponymie
Les formes anciennes sont Sanctus Amandus au XIIe siècle, Sanctus Amancius de Noyra au XIIIe siècle au XIIIe siècle, de Noheria, prope Nodram au IXe siècle.
En Charente, les Saint-Amant se répartissent entre deux origines : Amandius était évêque de Bordeaux au Ve siècle. Amantius était aussi un saint, mais du VIIe siècle, né à Bordeaux puis ermite, célébré dans le diocèse d'Angoulême. Saint-Amant-de-Nouère ferait partie de la première catégorie,.
Pendant la Révolution française, la commune s'est appelée provisoirement Amant-sur-Nouère.
Créée Saint Amant de Noere en 1793, la commune s'est appelée Saint-Amand en 1801, puis elle est devenue Saint-Amant-de-Nouère. La carte de Cassini (XVIIIe siècle) écrit Saint-Amand et la carte d'état-major (XIXe siècle) écrit Saint-Amand-de-Nouères.

## Histoire
Quelques objets et vestiges de l'époque romaine ont été trouvés sur la commune : bassins, monnaies, tegulae, le long de la vallée de la Nouère, en particulier à Fontguyon, ce qui laisse supposer un habitat important à cette époque,.
Le Fossé au Comte était un retranchement construit par les comtes d'Angoulême avant le IXe siècle pour tenter de se protéger contre les invasions normandes. Ce fossé long de 20 km reliait la Charente en amont d'Angoulême à la Charente en aval, et allait du nord-est au sud-ouest de Montignac à Vibrac par Douzat,,,.
Il passait en limite sud-est de la commune (Boursandreau, Puyravaud). Quelques chemins et toponymes demeurent.
Sous l'Ancien Régime, la seigneurie de Fontguyon s'étendait sur les paroisses de Saint-Amant-de-Nouère et de Douzat. Le château actuel a été construit vers le milieu du XVIe siècle par les seigneurs de la Porte aux Loups. Avant la Révolution, il a appartenu à Hélie Laisné, lieutenant particulier au siège présidial d'Angoulême, puis à la famille Gandillaud, puis à la fin du XVIIIe siècle aux Poitevin de Fontguyon (M. Poitevin était directeur des Fonderies de France) qui le possédaient encore au début du XXe siècle.
Pendant la première moitié du XXe siècle, la commune était desservie par la petite ligne ferroviaire d'intérêt local à voie métrique des Chemins de fer départementaux allant d'Angoulême à Rouillac appelée le Petit Rouillac.
Au tout début du XXe siècle, après la crise du phylloxéra, prairies et céréales était l'agriculture principale de la commune.

## Administration
Créée initialement dans le canton de Vars, la commune est devenue commune du canton d'Hiersac entre 1793 et 2014.
| Période                                  | Période  | Identité                  | Étiquette | Qualité                              |
| ---------------------------------------- | -------- | ------------------------- | --------- | ------------------------------------ |
| Les données manquantes sont à compléter. |          |                           |           |                                      |
| 1983                                     | 2008     | Michel Labrousse          |           |                                      |
| 2008                                     | 2014     | Marie-Madeleine Potuaud   | SE        | Formatrice en sports en gérontologie |
| 2014                                     | En cours | François-Xavier Labrousse |           | Agriculteur                          |

### Fiscalité
La fiscalité est d'un taux de 16,82 % sur le bâti, 47 % sur le non bâti, et 7,81 % pour la taxe d'habitation (chiffres 2007).
La communauté de communes de Rouillac prélève 10,80 % de taxe professionnelle.

## Démographie

### Évolution démographique
L'évolution du nombre d'habitants est connue à travers les recensements de la population effectués dans la commune depuis 1793. Pour les communes de moins de 10 000 habitants, une enquête de recensement portant sur toute la population est réalisée tous les cinq ans, les populations de référence des années intermédiaires étant quant à elles estimées par interpolation ou extrapolation. Pour la commune, le premier recensement exhaustif entrant dans le cadre du nouveau dispositif a été réalisé en 2005.

En 2022, la commune comptait 350 habitants, en évolution de −13,15 % par rapport à 2016 (Charente : −0,48 %, France hors Mayotte : +2,11 %).
| 1793 | 1800 | 1806 | 1821 | 1831 | 1841 | 1846 | 1851 | 1856 |
| ---- | ---- | ---- | ---- | ---- | ---- | ---- | ---- | ---- |
| 524  | 584  | 718  | 741  | 751  | 718  | 703  | 687  | 634  |

| 1861 | 1866 | 1872 | 1876 | 1881 | 1886 | 1891 | 1896 | 1901 |
| ---- | ---- | ---- | ---- | ---- | ---- | ---- | ---- | ---- |
| 630  | 635  | 616  | 607  | 586  | 526  | 473  | 400  | 411  |

| 1906 | 1911 | 1921 | 1926 | 1931 | 1936 | 1946 | 1954 | 1962 |
| ---- | ---- | ---- | ---- | ---- | ---- | ---- | ---- | ---- |
| 431  | 432  | 411  | 385  | 383  | 396  | 374  | 374  | 359  |

| 1968 | 1975 | 1982 | 1990 | 1999 | 2005 | 2006 | 2010 | 2015 |
| ---- | ---- | ---- | ---- | ---- | ---- | ---- | ---- | ---- |
| 352  | 331  | 350  | 372  | 382  | 377  | 380  | 420  | 405  |

| 2020 | 2022 | - | - | - | - | - | - | - |
| ---- | ---- | - | - | - | - | - | - | - |
| 357  | 350  | - | - | - | - | - | - | - |

### Pyramide des âges
La population de la commune est relativement âgée.
En 2018, le taux de personnes d'un âge inférieur à 30 ans s'élève à 24 %, soit en dessous de la moyenne départementale (30,2 %). À l'inverse, le taux de personnes d'âge supérieur à 60 ans est de 38,4 % la même année, alors qu'il est de 32,3 % au niveau départemental.
En 2018, la commune comptait 193 hommes pour 195 femmes, soit un taux de 50,26 % de femmes, légèrement inférieur au taux départemental (51,59 %).
Les pyramides des âges de la commune et du département s'établissent comme suit.
| Hommes | Classe d’âge | Femmes |
| ------ | ------------ | ------ |
| 0,6    | 90 ou +      | 1,7    |
| 12,9   | 75-89 ans    | 12,8   |
| 25,8   | 60-74 ans    | 22,9   |
| 20,8   | 45-59 ans    | 20,7   |
| 16,9   | 30-44 ans    | 16,8   |
| 10,1   | 15-29 ans    | 11,2   |
| 12,9   | 0-14 ans     | 14,0   |

| Hommes | Classe d’âge | Femmes |
| ------ | ------------ | ------ |
| 1      | 90 ou +      | 2,7    |
| 9,2    | 75-89 ans    | 12     |
| 20,6   | 60-74 ans    | 21,3   |
| 20,7   | 45-59 ans    | 20,3   |
| 16,8   | 30-44 ans    | 16     |
| 15,6   | 15-29 ans    | 13,4   |
| 16,1   | 0-14 ans     | 14,3   |

## Économie

### Agriculture
L'économie de la commune est basée sur l'agriculture et la viticulture.
La commune est classée dans les Fins Bois, dans la zone d'appellation d'origine contrôlée du cognac.

## Équipements, services et vie locale
Il n'y a ni école ni autres services, on les trouve sur les communes voisines.

## Lieux et monuments

### Patrimoine religieux
Il est constitué par l'église paroissiale qui est dédiée à saint Amant (ou Amand), et par une chapelle située à côté de l'ancienne mairie.

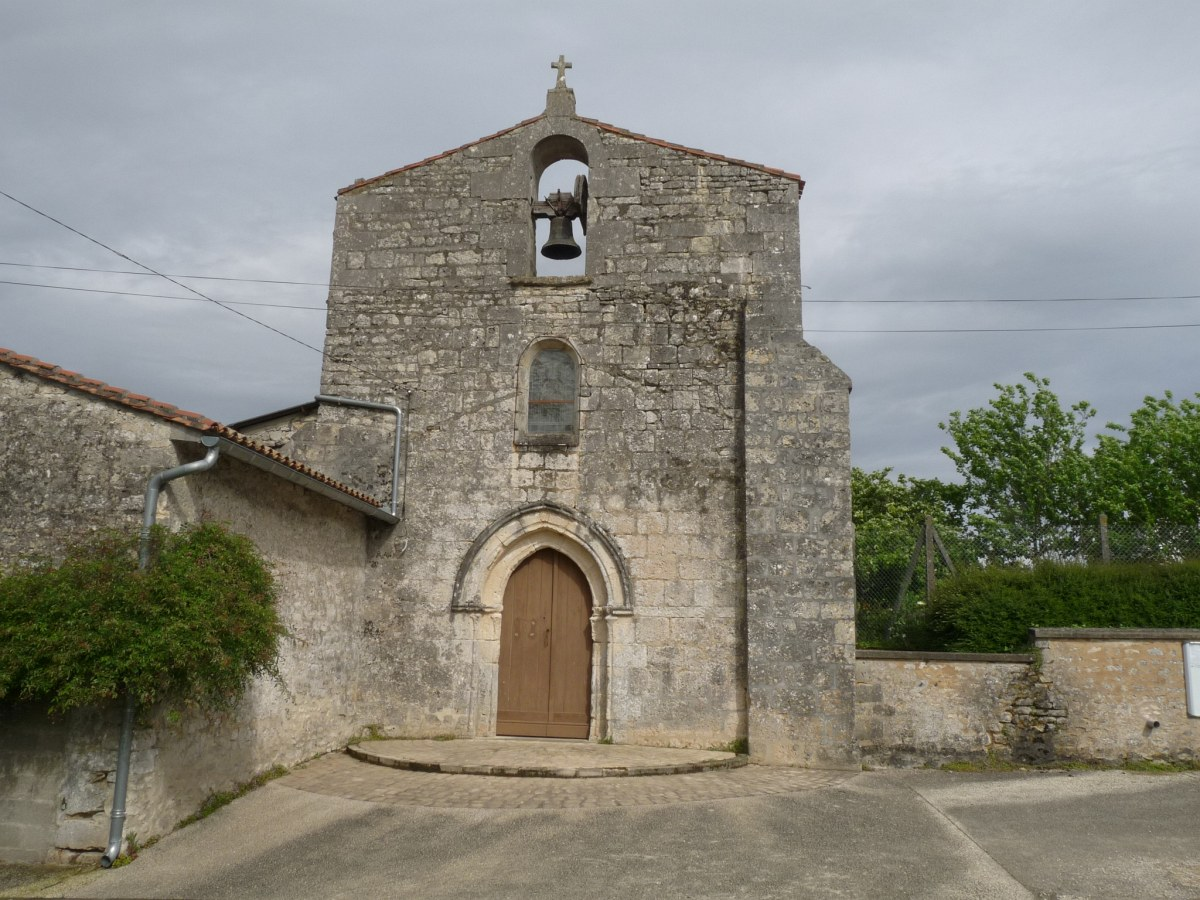
L'église
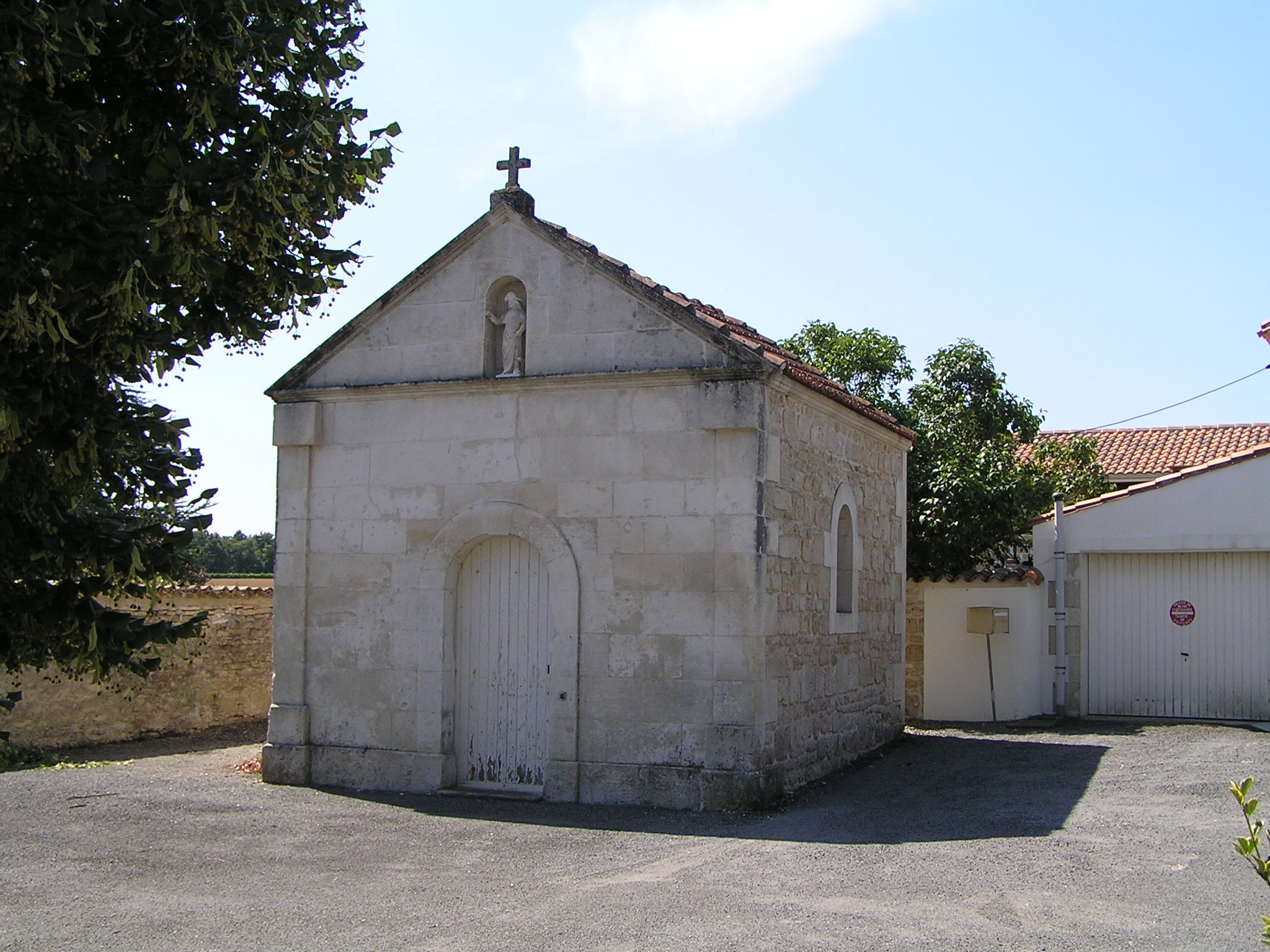
La chapelle

### Patrimoine civil
Sur le domaine de Fontguyon, le château a été bâti vers 1570 et remanié au XVIIe siècle avec aménagement de la terrasse et de l'escalier en fer à cheval. Il comporte un portail à pilastre, flanqué d'une échauguette en encorbellement. La chapelle et l'escalier en vis avec sa cage, situé à l'angle sud-est du logis, sont d'époque Renaissance. Ils sont classés monument historique depuis 1994 alors que la façade, les trois ailes du logis et leur toiture ainsi que la terrasse sont inscrits depuis 1989,.
Saint-Amant-de-Nouère comporte aussi un riche patrimoine bâti rural.

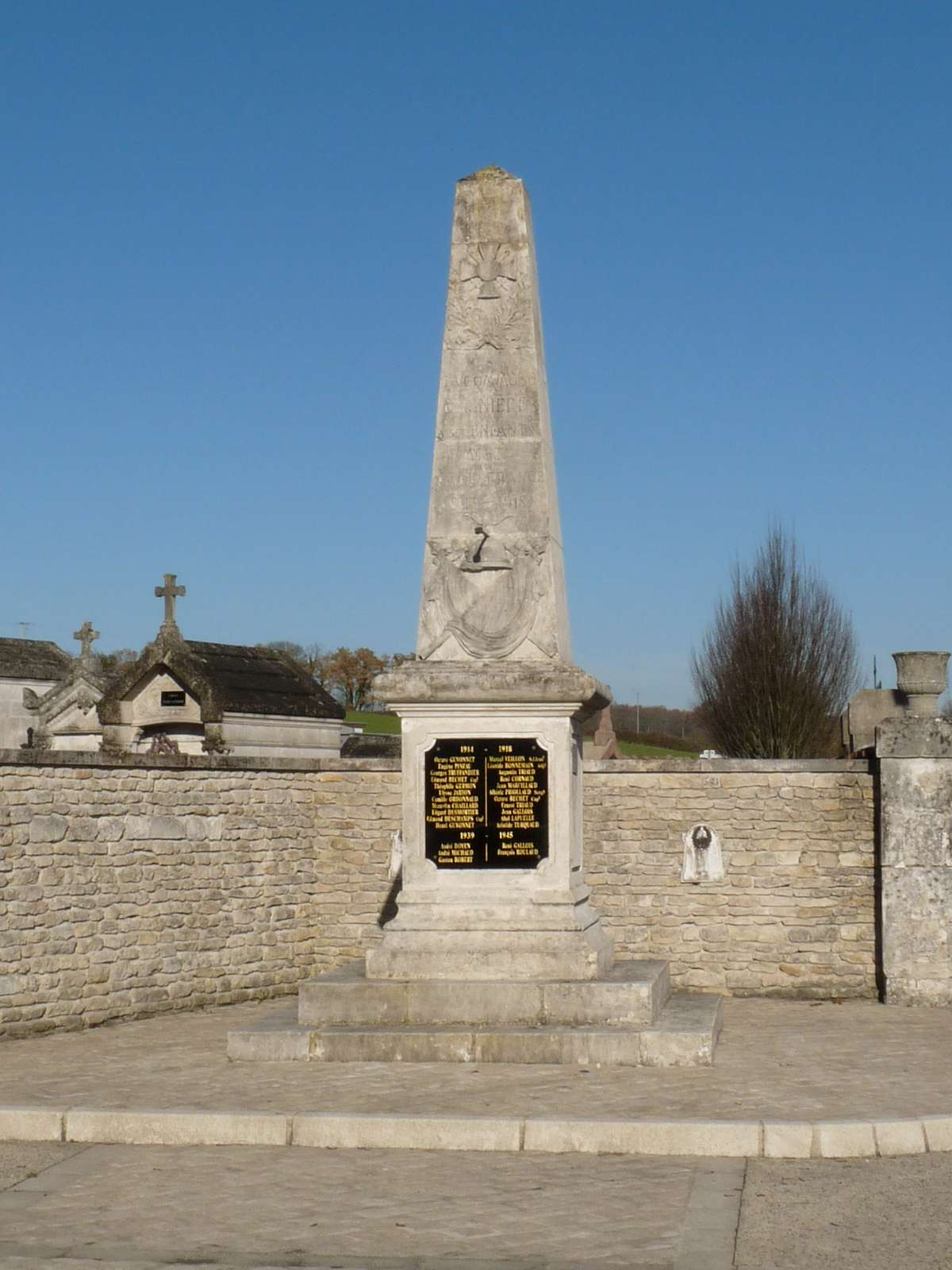
Le monument aux morts.
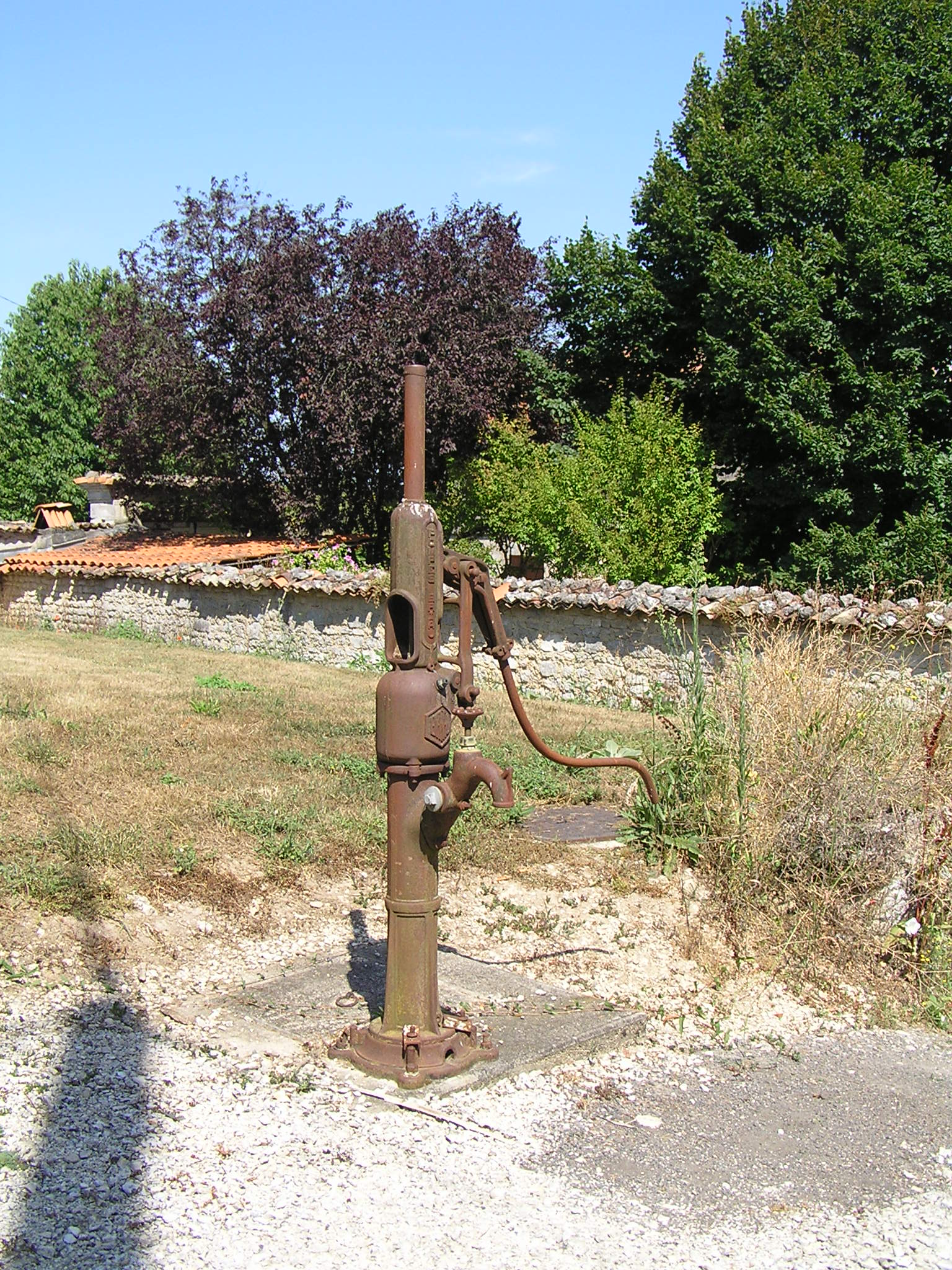
Ancienne pompe.
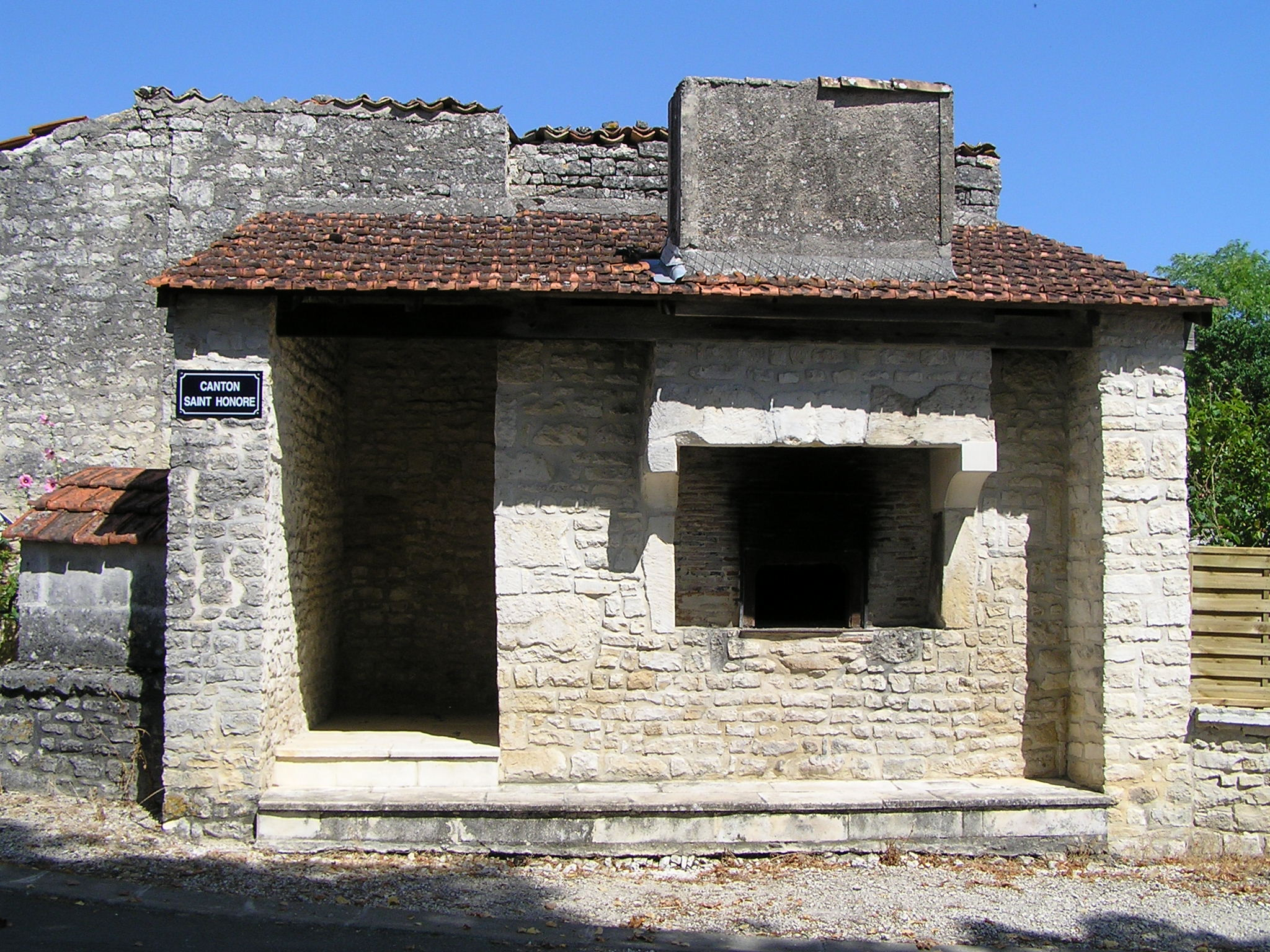
Four à pain de Nigronde.